# Kakitsu

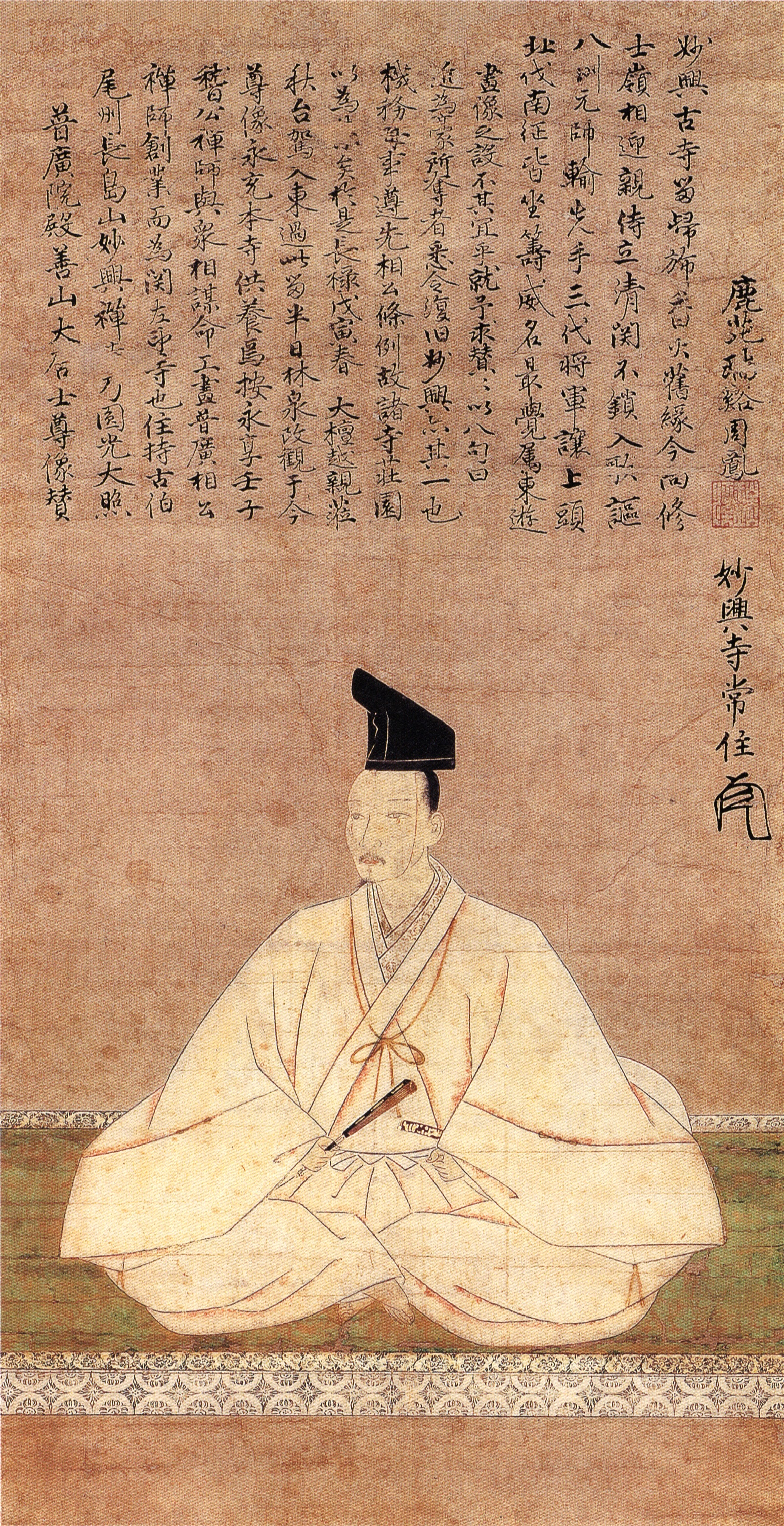
Lönnmordet på Ashikaga Yoshinori brukar kallas kakitsu-incidenten efter kakitsuperioden.

Kakitsu (japanska: 嘉吉?, kakitsu), 17 februari 1441–5 februari 1444,  var en period i den japanska tideräkningen under kejsare Go-Hanazonos regering. Perioden avslutas när kejsaren med nöd och näppe överlevt ett mordförsök. Shoguner under perioden var Ashikaga Yoshinori och Ashikaga Yoshikatsu.
Namnet på perioden är hämtat från ett citat ur I Ching.
Under kaitsu-perioden mördas shogun Yoshinori och ersätts med sin blott åttaårige son. Två år senare dör sonen i en ridolycka. Nu passar många andra adelsmän på att skjuta fram sina positioner gentemot Ashikaga-släkten (se vidare artikeln om sengokueran). Mordet på Yoshinori och dess omedelbara efterverkningar kallas i japansk historia kakitsu-incidenten (Kakitsu no ran eller kakitsu no hen).

## Fotnoter
1. ↑  Uppslagsverket Daijirin (大辞林), elektronisk utgåva, Sanseido 2006. Datum enligt den japanska månkalendern som inte helt överensstämmer med den västerländska.
2. ↑  Citatet på klassisk kinesiska: 孚于嘉吉、位正中也